# 柳旦
柳旦（？—？），字匡德，河东郡解县（今山西省运城市临猗县）人，出自河东柳氏西眷，北周、隋朝官员。

## 生平
柳旦精于骑马射箭，广泛涉猎经书史籍，在北周以左侍上士为起家官，屡次升任兵部下大夫。不久，益州总管王谦谋反，柳旦出任行军长史，跟随梁睿讨伐平定了王谦，柳旦以功劳被授予仪同三司。开皇元年（581年），柳旦被加授开府，封新城县男，升任掌设骠骑，历任罗州、淅州、鲁州三州刺史，都有能干的名声。大业初年，柳旦出任龙川郡太守，当地居民居住在山洞，喜欢互相攻击，柳旦为此开办学校，大为改变民风，隋炀帝杨广听说后称赞柳旦，下诏书褒奖他。大业四年（608年），柳旦被征召担任太常少卿，代理黄门侍郎事务，在任内去世，虚岁六十一，葬于小陵原。

## 家庭

### 父母
- 柳庆，北周骠骑大将军、开府仪同三司、司会中大夫、平齐景公
- 裴丽华，出自河东裴氏定著五房之一的南来吴裴，北魏使持节、散骑常侍、都督豫雍兖徐司五州诸军事、征南将军、豫州刺史、兰陵郡开国公，赠骠骑大将军、开府仪同三司、谥号忠武公裴叔业曾孙女，员外散骑常侍、辅国将军、中散大夫、兰陵公，赠平南将军、豫州刺史、谥号敬公裴谭第四女，魏前二年封始平县君，魏后元年封常乐郡君，开皇五年封建安国太夫人

### 兄弟姐妹
- 柳机，隋朝使持节、冀州诸军事、冀州刺史、建安简公
- 柳弘，北周御正下大夫
- 柳肃，隋朝工部侍郎
- 柳勃，相州林虑县县令
- 柳瑗明，嫁长安男和稽勇
- 柳琬净，嫁当亭公贺若弼
- 柳瑜光，嫁虞部拓跋亶
- 柳玉润，嫁中外府记室侯莫陈孝达
- 柳珉英

### 子女
- 柳燮，唐朝都官郎中
- 柳则，隋朝司农寺导官署令
- 柳绰，唐朝膳部员外郎
- 柳楷，唐朝济房兰廓四州刺史
- 柳濬[3]
- 柳亨，唐朝金紫光禄大夫、太常卿、检校岐州刺史、寿陵敬侯
- 柳氏，嫁隋朝襄城王杨恪[5][6]